# 851
Évszázadok: 8. század – 9. század – 10. század
Évtizedek: 800-as évek – 810-es évek – 820-as évek – 830-as évek – 840-es évek – 850-es évek – 860-as évek – 870-es évek – 880-as évek – 890-es évek – 900-as évek
Évek: 846 – 847 – 848 – 849 –  850 – 851 – 852 – 853 – 854 – 855 – 856

## Események

### Európa
- Meghal Nominoe breton herceg, utódja fia, Erispoe. Kopasz Károly nyugati frank király támadást intéz ellene, de a jenglandi csatában súlyos vereséget szenved. Az angers-i békében Károly elismeri a bretonok királyának Erispoe-t, aki hűségesküt (de nem vazallusi esküt) tesz neki és megkapja Nantes-ot, valamint Pays de Retz régiót.
- II. Sans Sancion gascogne-i gróf elfogja II. Pippin aquitániai trónkövetelőt és átadja Kopasz Károlynak. Pippint kolostorba zárják.
- Kopasz Károly a hollandiai Meerssenben találkozik féltestvéreivel, I. Lothár császárral és Német Lajos keleti frank királlyal.
- Lajos itáliai király (I. Lothár fia) kettéosztja az egy évtizede belháború süllyedt Beneventói Hercegséget. A Salerno hercegévé kinevezett lázadó Siconulf és Radelchis beneventói herceg azonban még ebben az évben meghal és fiaik II. Sico (Salernóban) és Radelgar (Beneventóban) öröklik trónjaikat.
- Meghal Íñigo Arista, Pamplona királya. Utóda fia, García Íñiguez.
- Meghal Vlasztimir, a szerbek fejedelme. Országát három fia, Mutimir, Sztrojimir és Gojnik örökli.
- A vikingek felhajóznak a Temzén és kifosztják Londont és Canterburyt. Ezt követően Æthelwulf wessexi király az acleai csatában legyőzi őket, de nem tudja elűzi őket Thanet-szigeti táborukból. Fia, Æthelstan kenti király Sandwich partjainál a tengeren győz le egy viking hajórajt, az írott angol történelem első tengeri csatájában.
- A vikingek felhajóznak a Szajnán és először telelnek át a kontinensen.
- Dán vikingek kifosztják és elpusztítják a norvégok által alapított Dublint.
- Córdobában folytatódik az előző évben megkezdődött keresztényüldözés. Legalább 11 papot és szerzetest végeznek ki istenkáromlás vádjával, valamint két, vegyes házasságból származó keresztény nőt, Florát és Mariát.
- A córdobai mórok elfoglalják és kifosztják Barcelonát.

### Abbászida Kalifátus
- Elkészül a kalifátus fővárosának, Szamarrának a nagymecsete.
- Az arabok elfogják és Szamarrába viszik az örmény felkelés vezérét, II. Bagrat Bagratunit.
- Szulajmán al-Tádzsir muszlim kereskedő a kínai Kantonba utazik és leírja, hogy a helyi mohamedánoknak saját imámja van, valamint megnézi, hogyan készül a porcelán.

## Halálozások
- március 7. - Nominoe, breton herceg
- március 20. - Ebbo, reimsi érsek
  - Tours-i Ermengarde, I. Lothár császár felesége
- Íñigo Arista, pamplonai király
- I. Radelchis, beneventói herceg
- Siconulf, salernói herceg

## Fordítás
- Ez a szócikk részben vagy egészben  a(z)   851 című angol Wikipédia-szócikk ezen változatának fordításán alapul.  Az eredeti cikk szerkesztőit annak laptörténete sorolja fel. Ez a jelzés csupán a megfogalmazás eredetét és a szerzői jogokat jelzi, nem szolgál a cikkben szereplő információk forrásmegjelöléseként.